# Catarina Sarmento e Castro
Catarina Teresa Rola Sarmento e Castro (Coimbra, 16 maggio 1970) è una giurista e politica portoghese, Ministro della Giustizia del Portogallo dal marzo 2022 ed ex giudice della Corte Costituzionale.

## Biografia
Catarina Teresa Rola Sarmento e Castro è nata a Coimbra nel maggio 1970. Suo padre era Osvaldo Alberto do Rosário Sarmento e Castro, ex deputato del Partito Socialista all'Assemblea della Repubblica. Ha conseguito la laurea e il master, nonché un dottorato di ricerca, presso la Facoltà di Giurisprudenza dell'Università di Coimbra e ha anche studiato per un diploma post laurea presso l'Université catholique de Louvain in Belgio, con una tesi intitolata "La nozione di vittima nella Convenzione europea dei diritti dell'uomo".
Catarina Sarmento e Castro insegna presso la Facoltà di Giurisprudenza dell'Università di Coimbra dal 1994.

### Corte Costituzionale
Il 22 gennaio 2010 Catarina Sarmento e Castro è stata eletta Giudice Consigliere della Corte Costituzionale dall'Assemblea della Repubblica a maggioranza qualificata (più di 2/3 dei voti), come previsto dalla Costituzione, avendo in seconda votazione segreta registrato 156 voti a favore, 57 voti bianchi e 6 voti nulli.  In una prima votazione segreta il 12 dicembre 2009, non aveva ottenuto la maggioranza necessaria, con 139 voti a favore, 67 voti in bianco e 10 voti nulli, 5 voti in meno rispetto a quelli richiesti per l'elezione.
Il 4 febbraio 2010, nel Palazzo di Belém, alla presenza del Presidente della Repubblica Aníbal Cavaco Silva, ha iniziato l'attività come Giudice Consigliere della Corte Costituzionale per un periodo di 9 anni.

### Segretario di Stato
Il 26 ottobre 2019 è diventata il nuovo Segretario di Stato per le Risorse Umane ed ex combattenti nel Governo Costa II

### Ministro della Giustizia e membro dell'assemblea nazionale
Sarmento e Castro è stata eletta all'Assemblea nazionale portoghese nelle elezioni del gennaio 2022. Rappresentante del Partito socialista (PS) è stata terza nella lista dei candidati del PS per il distretto di Leiria , in cui il PS ha vinto cinque seggi. A livello nazionale, il PS ha ottenuto la maggioranza assoluta dei seggi. Successivamente, è stata nominata Ministro della Giustizia.